# Lassay-sur-Croisne
Lassay-sur-Croisne is een gemeente in het Franse departement Loir-et-Cher in de regio Centre-Val de Loire en telt 184 inwoners (1999). De plaats maakt deel uit van het arrondissement Romorantin-Lanthenay.

## Geografie
De oppervlakte van Lassay-sur-Croisne bedraagt 16,8 km², de bevolkingsdichtheid is 11,0 inwoners per km².
De onderstaande kaart toont de ligging van Lassay-sur-Croisne met de belangrijkste infrastructuur en aangrenzende gemeenten.

## Demografie
Onderstaande figuur toont het verloop van het inwonertal (bron: INSEE-tellingen).